# Sfratti in Spagna durante la crisi economica
Gli sfratti in Spagna durante la crisi spagnola hanno colpito un gran numero di cittadini e famiglie a seguito di processi di esecuzione dovuti al mancato pagamento del mutuo o dell'affitto. Nella maggior parte dei casi l'abitazione oggetto di sfratto e di esecuzione forzata era stata comprata durante la bolla immobiliare in Spagna, tra il 1997 e il 2007.
Secondo le statistiche del primo trimestre del 2012, ogni giorno si sono eseguiti in media 517 sfratti in Spagna, che provocarono un grande impatto sociale e mediatico.

## Cifre degli sfratti in Spagna
Non esistono dati chiari né sul numero di sfratti in Spagna né sulla tipologia dell'immobile oggetto di sfratto. I dati offerti da notai e registri ufficiali sono straordinariamente alti, anche se potrebbero includere sfratti di locali, parcelle non costruite, seconde case, etc. Verso la fine del 2012, secondo la Plataforma de Afectados por la Hipoteca (PAH), il numero di sfratti sarebbe arrivato a 171.110 dall'inizio della crisi, nel giugno del 2008. Sia il Governo spagnolo che l'Instituto Nacional de Estadística e le organizzazioni bancarie hanno pubblicato dati esaustivi sugli sfratti eseguiti.
Nel primo trimestre del 2012, secondo il Consejo General del Poder Judicial (CGPJ), si produssero 46.449 sfratti forzosi per via giuridica, circa 517 al giorno.
Nel 2012, secondo il Banco de España, e con i dati filtrati da entità finanziarie che gestiscono circa l'85% delle ipoteche, si produssero 32.490 processi esecutivi sulla prima abitazione, delle quali 14.110 furono in Datio in solutum (il 43% del totale) ed altre 4.215 furono restituite volontariamente. Il Banco de España segnala che l'85% delle ipoteche che non gli furono pagate nel 2012 erano state stipulate nell'anno 2007 o prima, durante la bolla immobiliare in Spagna. Secondo lo studio, verso la fine del 2012 c'erano 6,7 milioni di ipoteche attive, delle quali 6,1 milioni corrispondevano a prime case. Se la distribuzione fosse la stessa per il 100% del campione, si conterebbero un totale di 7,8 milioni di ipoteche.
Nel giugno del 2013 il Governo spagnolo, in risposta alla domanda di Cayo Lara sul numero di sfratti eseguiti dal 2006, e con i dati del Consejo General del Poder Judicial (CGPJ), annunciò che si erano prodotti i seguenti sfratti:
- anno 2006: 16.097
- anno 2007: 17.412
- anno 2008: 20.549
- anno 2009: 37.677
- anno 2010: 54.250
- anno 2011: 64.770
- anno 2012: 75.357

Gli sfratti senza mediazioni arrivarono, verso la fine del 2012, ad un totale di 198.116.
Secondo il CGPJ nel primo trimestre del 2013 sono stati eseguiti 19.468 sfratti, ovvero una media di 216 sfratti al giorno.
Secondo il Banco de España gli sfratti aumentarono in rapporto al 2012. Nei primi 6 mesi del 2013 ci furono 19.567 sfratti, quasi la stessa cifra di tutto il 2012, nel quale se ne verificarono 23.774.

## Suicidi pubblicati dalla stampa
Una delle conseguenze più drammatiche degli sfratti è il suicidio delle persone sfrattate o in corso di sfratto. Durante la crisi economica spagnola iniziata nel 2008, la stampa spagnola ha pubblicato notizie su suicidi legati agli sfratti. Inoltre, altri suicidi connessi direttamente o indirettamente con gli sfratti non sono conosciuti o non sono stati pubblicati dalla stampa, e ciò rende difficile stabilire una statistica chiara, dato che l'INE non raccoglie questi dati.